# Tupplurarna
Tupplurarna (egentligen Teknophonorkestern Tupplurarna) är en studentorkester grundad 1982 vid Uppsala universitet. Initiativtagare var Klas TR Gunnarsson och Jan Hudner (numera Grahn). Orkestern har sedan start varit knuten till Uppsala teknolog- och naturvetarkår (tidigare UTK), ursprungligen Föreningen Uppsala Tekniska Fysiker (FUTF).
Tupplurarna spelar framförallt storbandsjazz. Periodvis har orkestern även haft en balett, Panelhönorna. Orkesterns officiella klädsel utgörs av bruna manchesterkavajer med gula detaljer. 

## Diskografi
- Swingoa låtar 1 (CD, 1994)
- Kind of Zonky (CD, 2001)
- As Long As I'm Swinging (CD, 2010)

Orkestern medverkar även på A Tribute to James Last (CD, 1995) och Läskeblask (CD, 2000).

## Turnéhistorik (ofullständig)
- 1988 – Tyskland – Första turnén! Besökte Allmand Chaoten Orchester (ACO) i Stuttgart
- 1990 – Tyskland – Heidelberg, Stuttgart, München, Berlin
- 1996 – Tjeckien – Prag
- 1997 –
- 1998 – England – Oxford, Cambridge, London
- 1999 – Estland
- 2000 – Polen
- 2001 – Finland
- 2002 – Åland
- 2003 – Skottland
- 2004 – Stockholms skärgård
- 2006 – Nederländerna – Utrecht, Amsterdam, Haarlem
- 2008 – Berlin
- 2010 – Köpenhamn, Ullared
- 2012 – Polen
- 2014 – Estland - Tallinn, Lettland - Riga
- 2018 – Tyskland - Lubeck, Berlin. Nederländerna - Amsterdam, Bemmel
- 2022 – Örebro, Linköping, Göteborg, Årjäng
- 2023 – Finland - Åland, Åbo